# Мечеть шаха Аббаса (Ереван)
Мечеть шаха Аббаса или Пятничная (Джума) мечеть (перс. مسجد شاه عباس‎) — шиитская мечеть, построенная в XVII веке по приказу шаха Аббаса (1557—1625), который двумя годами раньше отвоевал Эриванскую крепость у османцев.

## Описание
По архитектурному стилю и монументальности эта напоминала Джуму-мечеть в Гяндже, так как была построена тем же архитектором — шейхом Баха-ад-дином. Она находилась в крепости с восточной стороны дворца ереванских ханов, известного как Сардарский дворец. В архитектурный комплекс мечети входили: медресе, библиотека, гостевой дом и широкий внутренний двор.

## История
Построена в 1606 году по приказу шаха Аббаса, после того как он отвоевал Эриванскую крепость у Османской империи.
Во времена Эриванского ханства бедняки получали трёхразовое питание на кухне мечети.
Мечеть подвергалась многочисленным реставрациям. На момент начала 1918 года этот архитектурный комплекс, находился в запустении и постепенно разрушался.
Некоторые источники утверждают, что 3 мечети, существовавшие в Ереване — мечеть шаха Аббаса, мечеть Аббас-Мирзы и мечеть Сардар, на самом деле являются одной и той же мечетью.